# Entrenador del Año de la J. League
Entrenador del Año de la J. League es un premio anual otorgado por la J. League a un entrenador, basado en su rendimiento a través de la temporada. El premio no necesariamente se da al director técnico de los campeones, aunque en los últimos años ocurrió eso. A partir de 2017, se modificó el premio para que el entrenador del campeón de la J. League gane el Entrenador del Año Campeón de la J. League, y por otra parte se otorgue el premio al Entrenador del Año de la J. League a un director técnico de cada una de las J Leagues (J1, J2 y J3). La siguiente lista refleja solamente el premio Entrenador del Año de la J1 League.
| Año  | Entrenador          | Club                       | Nacionalidad  |
| ---- | ------------------- | -------------------------- | ------------- |
| 1993 | Yasutarō Matsuki    | Verdy Kawasaki             | Japón         |
| 1994 | Yasutarō Matsuki    | Verdy Kawasaki             | Japón         |
| 1995 | Arsène Wenger       | Nagoya Grampus Eight       | Francia       |
| 1996 | Nicanor             | Kashiwa Reysol             | Brasil        |
| 1997 | João Carlos         | Kashima Antlers            | Brasil        |
| 1998 | Osvaldo Ardiles     | Shimizu S-Pulse            | Argentina     |
| 1999 | Steve Perryman      | Shimizu S-Pulse            | Inglaterra    |
| 2000 | Akira Nishino       | Kashiwa Reysol             | Japón         |
| 2001 | Masakazu Suzuki     | Júbilo Iwata               | Japón         |
| 2002 | Masakazu Suzuki     | Júbilo Iwata               | Japón         |
| 2003 | Takeshi Okada       | Yokohama F. Marinos        | Japón         |
| 2004 | Takeshi Okada       | Yokohama F. Marinos        | Japón         |
| 2005 | Akira Nishino       | Gamba Osaka                | Japón         |
| 2006 | Guido Buchwald      | Urawa Red Diamonds         | Alemania      |
| 2007 | Oswaldo de Oliveira | Kashima Antlers            | Brasil        |
| 2008 | Oswaldo de Oliveira | Kashima Antlers            | Brasil        |
| 2009 | Oswaldo de Oliveira | Kashima Antlers            | Brasil        |
| 2010 | Dragan Stojković    | Nagoya Grampus             | Serbia        |
| 2011 | Nelsinho Baptista   | Kashiwa Reysol             | Brasil        |
| 2012 | Hajime Moriyasu     | Sanfrecce Hiroshima        | Japón         |
| 2013 | Hajime Moriyasu     | Sanfrecce Hiroshima        | Japón         |
| 2014 | Kenta Hasegawa      | Gamba Osaka                | Japón         |
| 2015 | Hajime Moriyasu     | Sanfrecce Hiroshima        | Japón         |
| 2016 | Masatada Ishii      | Kashima Antlers            | Japón         |
| 2017 | Yoon Jong-hwan      | Cerezo Osaka               | Corea del Sur |
| 2018 | Mihailo Petrović    | Hokkaido Consadole Sapporo | Austria       |
| 2019 | Tomohiro Katanosaka | Oita Trinita               | Japón         |
| 2020 | Tsuneyasu Miyamoto  | Gamba Osaka                | Japón         |
| 2021 | Ricardo Rodríguez   | Urawa Red Diamonds         | España        |
| 2022 | Michael Skibbe      | Sanfrecce Hiroshima        | Alemania      |
| 2023 | Shigetoshi Hasebe   | Avispa Fukuoka             | Japón         |

## Títulos por club
| #  | Club                       | Ganadores |
| -- | -------------------------- | --------- |
| 1  | Kashima Antlers            | 5         |
| 2  | Kashiwa Reysol             | 3         |
| 2  | Sanfrecce Hiroshima        | 3         |
| 4  | Júbilo Iwata               | 2         |
| 4  | Shimizu S-Pulse            | 2         |
| 4  | Tokyo Verdy                | 2         |
| 4  | Yokohama F. Marinos        | 2         |
| 4  | Nagoya Grampus             | 2         |
| 4  | Gamba Osaka                | 2         |
| 10 | Urawa Red Diamonds         | 1         |
| 10 | Cerezo Osaka               | 1         |
| 10 | Hokkaido Consadole Sapporo | 1         |